# František Mošnička
František Mošnička (191? – 24. ledna 1980) byl český fotbalový útočník. Jeho syn Emil Mošnička byl rovněž prvoligovým fotbalistou.

## Hráčská kariéra
Odchovanec pražského Motorletu (SK Praha XVII) hrál v nejvyšší soutěži za AFK Bohemians/Bohemia Vršovice v letech 1940–1943 za Protektorátu Čechy a Morava. V 57 prvoligových zápasech dal 14 gólů.

### Prvoligová bilance
| Ročník          | Zápasy | Góly | Minuty | Klub                   |
| --------------- | ------ | ---- | ------ | ---------------------- |
| I. liga 1940/41 | 16     | 1    | –      | AFK Bohemians Vršovice |
| I. liga 1941/42 | 22     | 10   | –      | AFK Bohemia Vršovice   |
| I. liga 1942/43 | 14     | 3    | –      | AFK Bohemia Vršovice   |
| I. liga 1943/44 | 5      | 0    | –      | AFK Bohemia Vršovice   |
| CELKEM I. LIGA  | 57     | 14   | –      |                        |